# Burgauberg-Neudauberg
Burgauberg-Neudauberg è un comune austriaco di 1 366 abitanti nel distretto di Güssing, in Burgenland. È stato istituito nel gennaio del 1971 con la fusione dei comuni soppressi di Burgauberg e Neudauberg; capoluogo comunale è Burgauberg.